# Ministerstwo Spraw Zagranicznych i Integracji Europejskiej Republiki Mołdawii
Ministerstwo Spraw Zagranicznych i Integracji Europejskiej Republiki Mołdawii (Ministerul Afacerilor Externe și Integrării Europene al Republicii Moldova) – jeden z czternastu mołdawskich urzędów administracji rządowej. Obsługuje ministra odpowiedzialnego za kształtowanie i prowadzenie polityki zagranicznej Republiki Mołdawii, właściwego dla działu administracji rządowej sprawy zagraniczne i integracja europejska. Od 2021 roku resortem kieruje Nicu Popescu. Siedziba ministerstwa mieści się w Kiszyniowie przy ulicy 31 sierpnia 1989, pod numerem 80. 

## Zadania
Do zadań Ministra Spraw Zagranicznych i Integracji Europejskiej należy:
- reprezentowanie i ochrona interesów Mołdawii i jej obywateli (dyplomacja);
- utrzymywanie dobrych stosunków Mołdawii z innymi państwami oraz organizacjami międzynarodowymi;
- współpraca z Mołdawianami przebywającymi poza granicami kraju;
- promocja Republiki Mołdawii i języka rumuńskiego;
- ustalanie organizacji i kierowanie działalnością misji dyplomatycznych i urzędów konsularnych;
- kierowanie działem administracji rządowej, sprawy zagraniczne;
- współpraca ze służbami specjalnymi innych państw;
- integracja kraju z Unią Europejską;